# Fontenay-le-Fleury
Fontenay-le-Fleury is een gemeente in het Franse departement Yvelines (regio Île-de-France) en telt 12.582 inwoners (1999). De plaats maakt deel uit van het arrondissement Versailles. In de gemeente ligt spoorwegstation Fontenay-le-Fleury.

## Geografie
De oppervlakte van Fontenay-le-Fleury bedraagt 5,4 km², de bevolkingsdichtheid is 2330,0 inwoners per km².
De onderstaande kaart toont de ligging van Fontenay-le-Fleury met de belangrijkste infrastructuur en aangrenzende gemeenten.

## Demografie
Onderstaande figuur toont het verloop van het inwonertal (bron: INSEE-tellingen).